# Valerian Okeke

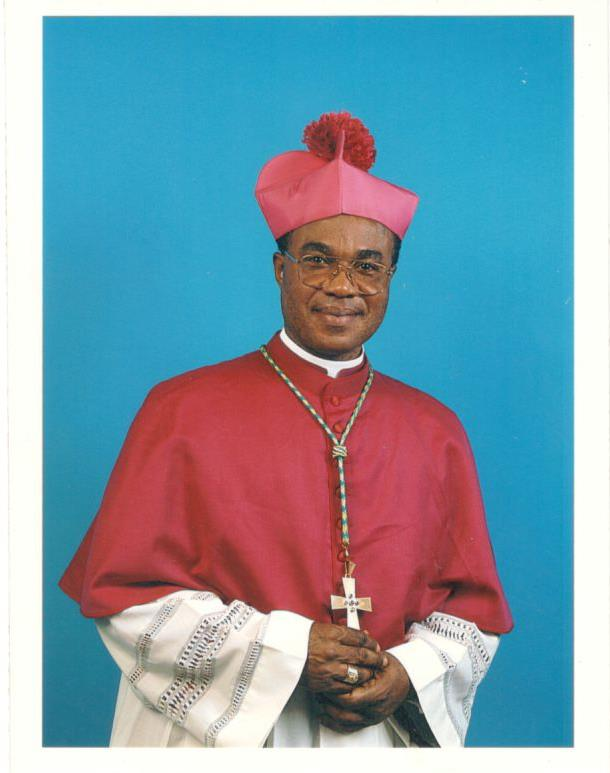
Erzbischof Valerian Okeke (2020)

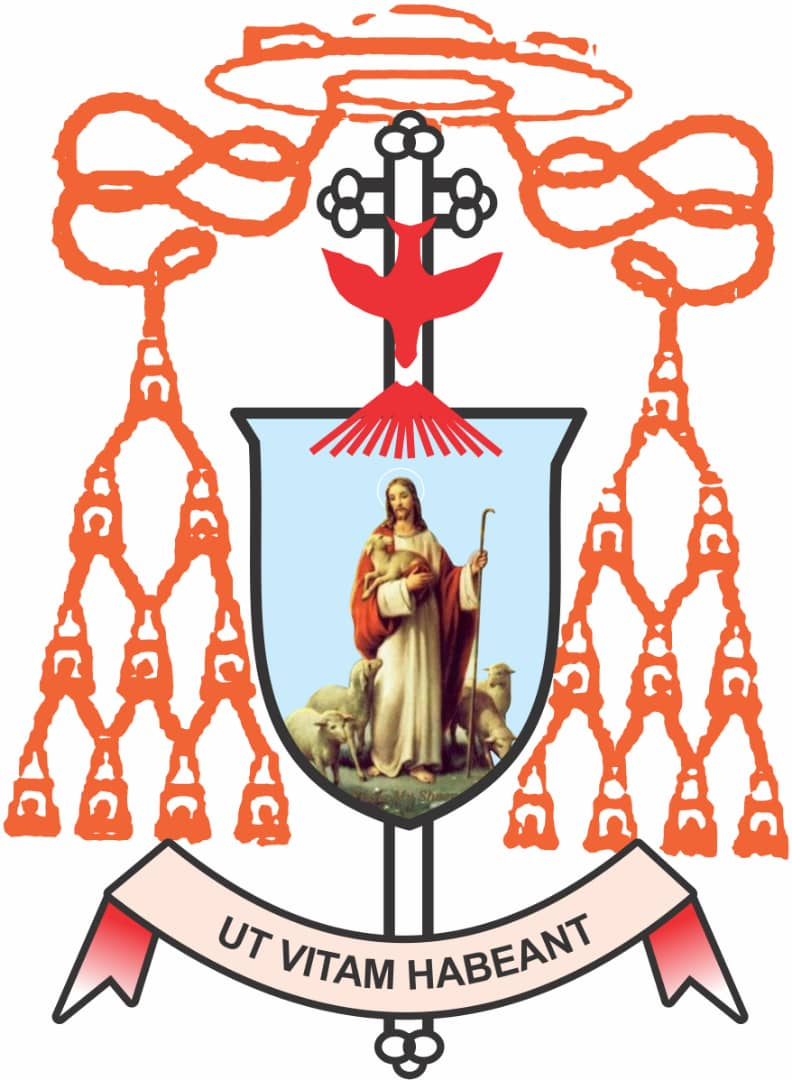
Erzbischofswappen

Valerian Maduka Okeke (* 20. Oktober 1953 in Unudioka, Nigeria) ist ein nigerianischer Geistlicher und römisch-katholischer Erzbischof von Onitsha.

## Leben
Der Erzbischof von Onitsha, Francis Arinze, spendete ihm am 11. Juli 1981 die Priesterweihe.
Papst Johannes Paul II. ernannte ihn am 9. November 2001 zum Koadjutorerzbischof von Onitsha. Die Bischofsweihe spendete ihm der Apostolische Nuntius in Nigeria, Erzbischof Osvaldo Padilla, am 9. Februar 2002; Mitkonsekratoren waren Albert Kanene Obiefuna, Erzbischof von Onitsha, und Anthony Okonkwo Gbuji, Bischof von Enugu.
Mit dem Rücktritt Albert Kanene Obiefunas folgte er diesem am 1. September 2003 im Amt des Erzbischofs von Onitsha nach.